# Àguila emmantellada
L'àguila emmantellada (Aquila spilogaster) és un ocell rapinyaire de la família dels accipítrids (Accipitridae). Habita boscos, sabanes i estepes de l'Àfrica Subsahariana, faltant de les zones de selva humida de l'Àfrica Occidental i Central i de les zones més àrides del nord i el sud. El seu estat de conservació es considera de risc mínim.
Sovint ubicat al gènere Hieraaetus.